# Phoenix canariensis
Phoenix canariensis este un palmier, originar din Insulele Canare. Este înrudit cu Phoenix dactylifera, curmalul adevărat.
Este un palmier înalt,  solitar, crescând până la 10-20(-40) metri înălțime. Frunzele sunt penate, lungi de 4-6 metri. Fructul este oval, o drupă galben spre portocaliu lungă de 2 cm și cu un diametru de 1 cm și conține o singură sămanță mare; pulpa fructului este comestibilă dar foarte subțire.
Phoenix Canariensis este foarte folosit ca plantă ornamentală în climatele temperate calde, în special în zonele cu climă mediteraneană. Poate fi cultivat în zonele unde temperaturile nu scad niciodată sub -10 °C deși are nevoie de protecție dacă perioadele de frig sunt lungi. Este un arbore care crește greu și se înmulțeste numai prin semințe. Este foarte popular în Spania, Italia, Sardinia , Sicilia, Croația, Grecia, Franța, părțile calde ale Statelor Unite ale Americii și ale Rusiei, Noua Zeelandă și Africa de Sud.

## Galerie

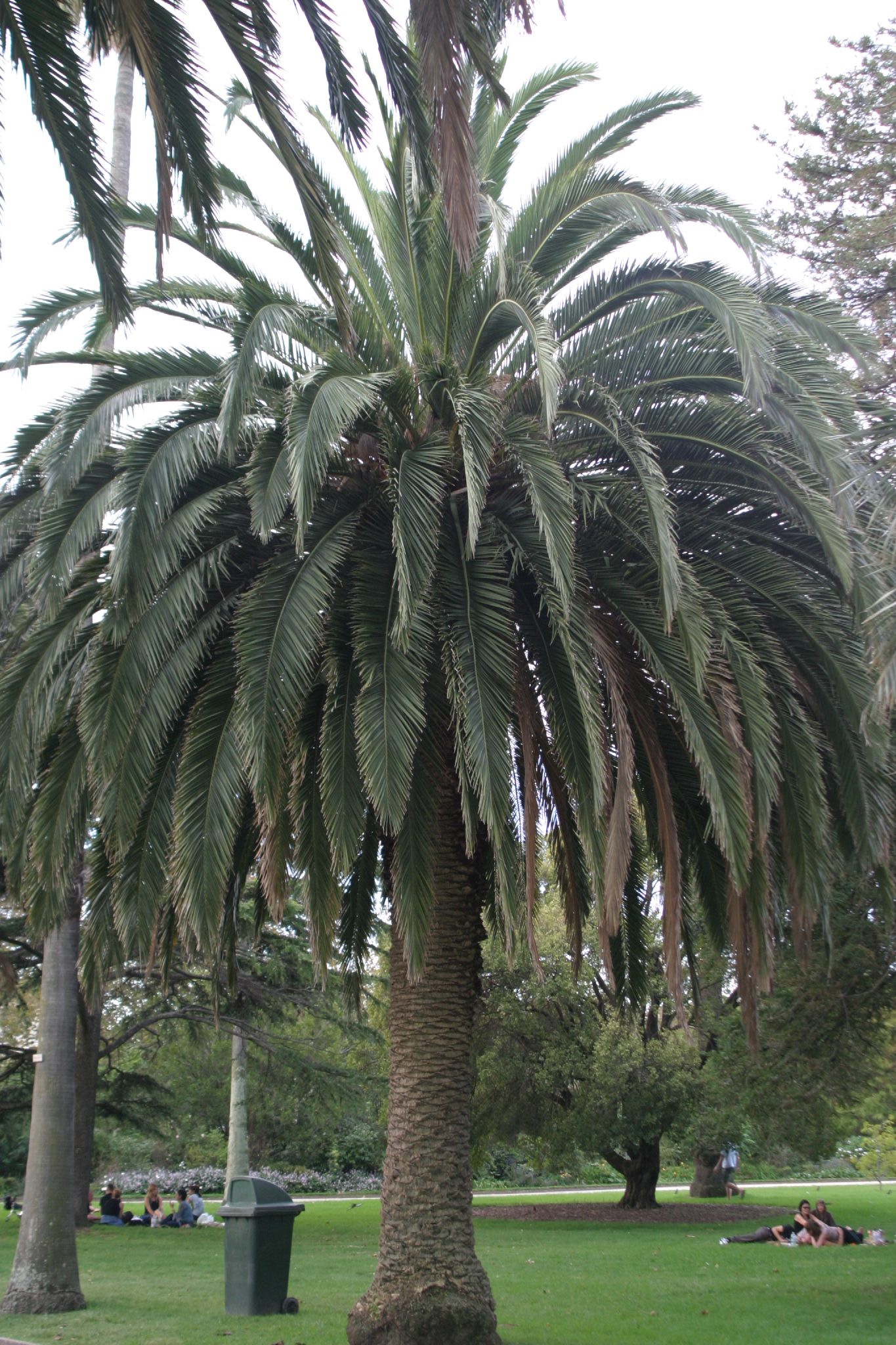
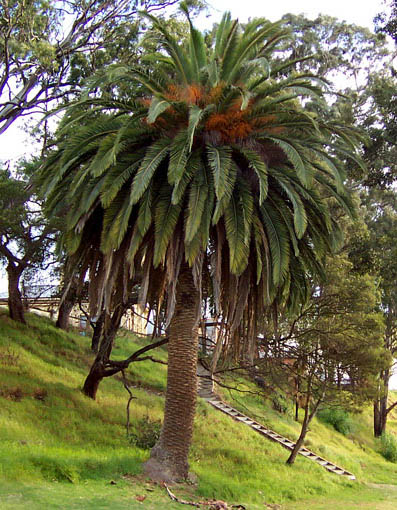
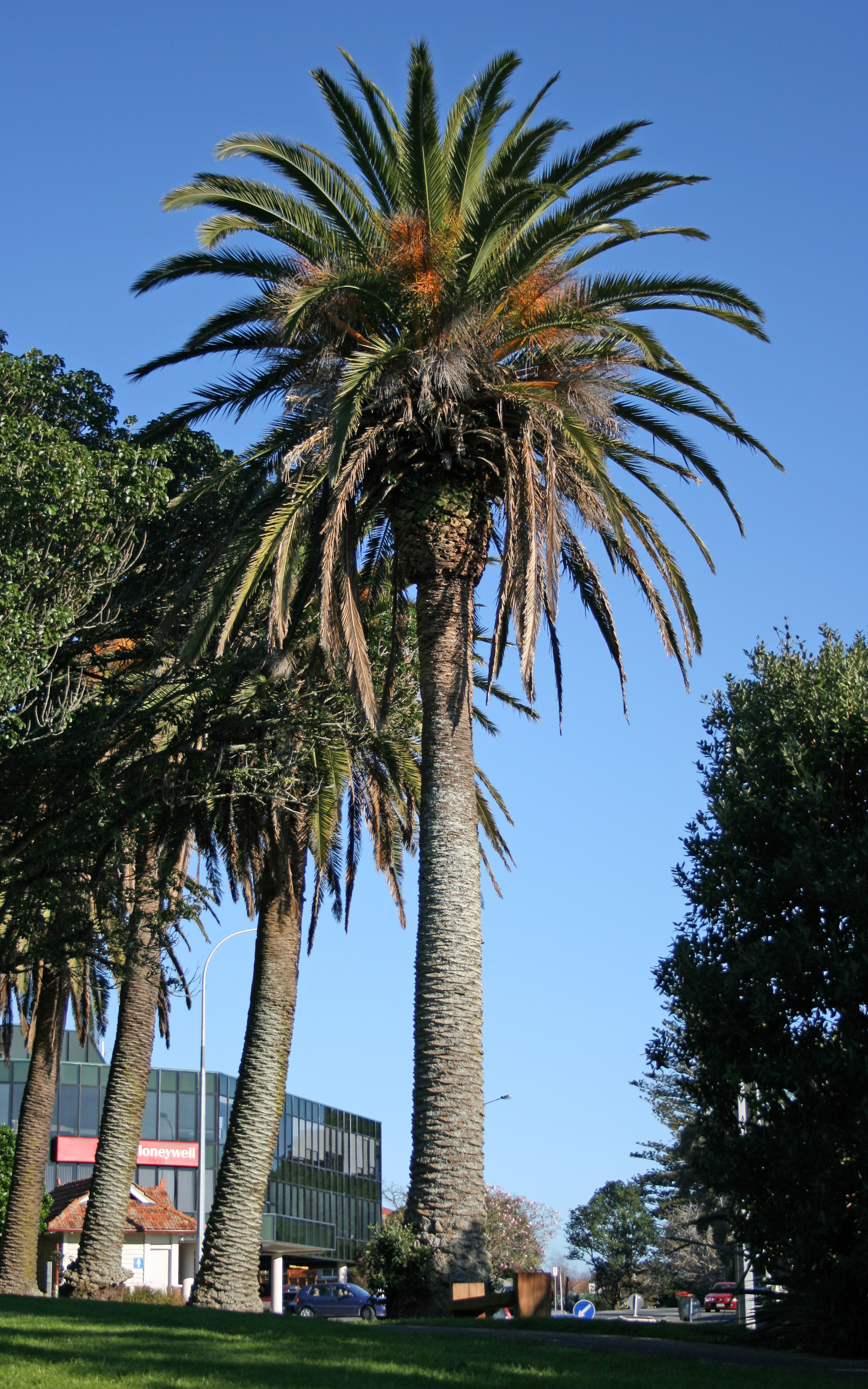
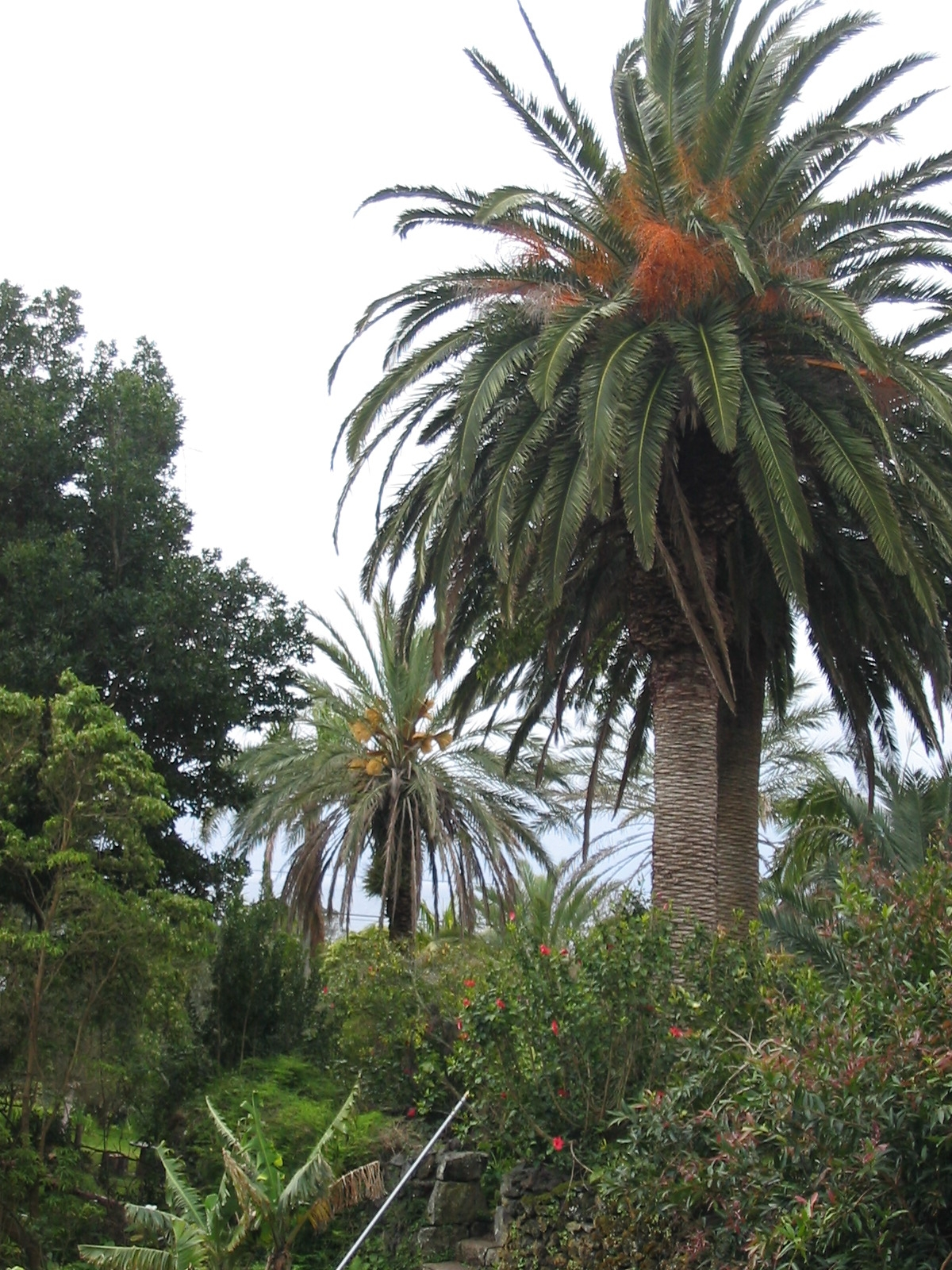
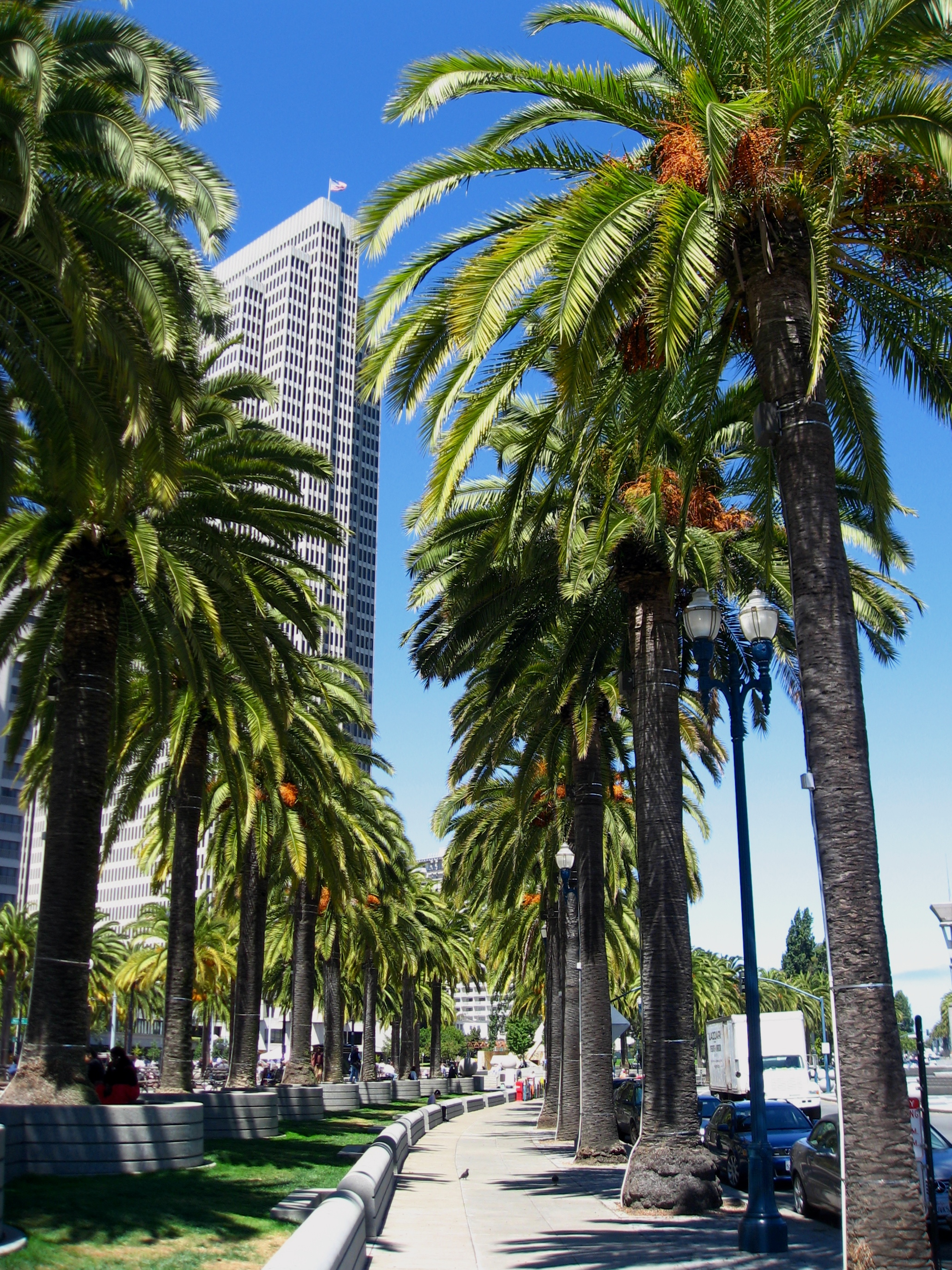
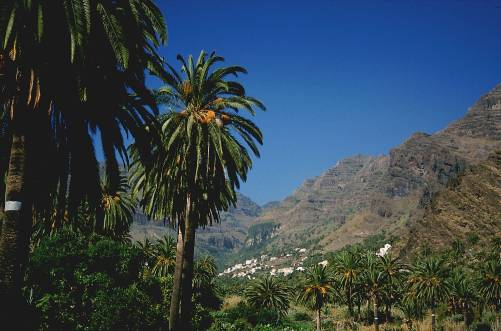
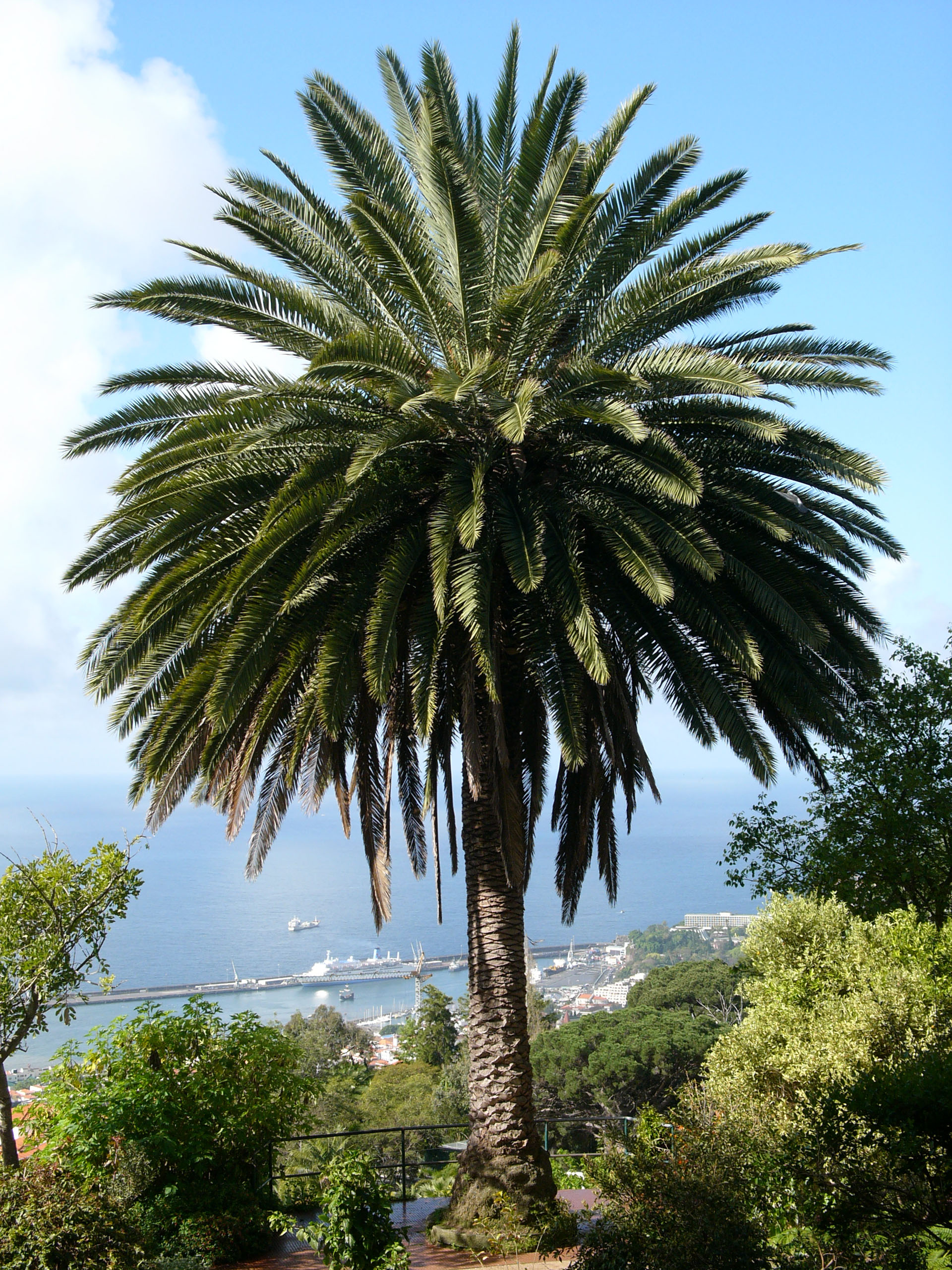
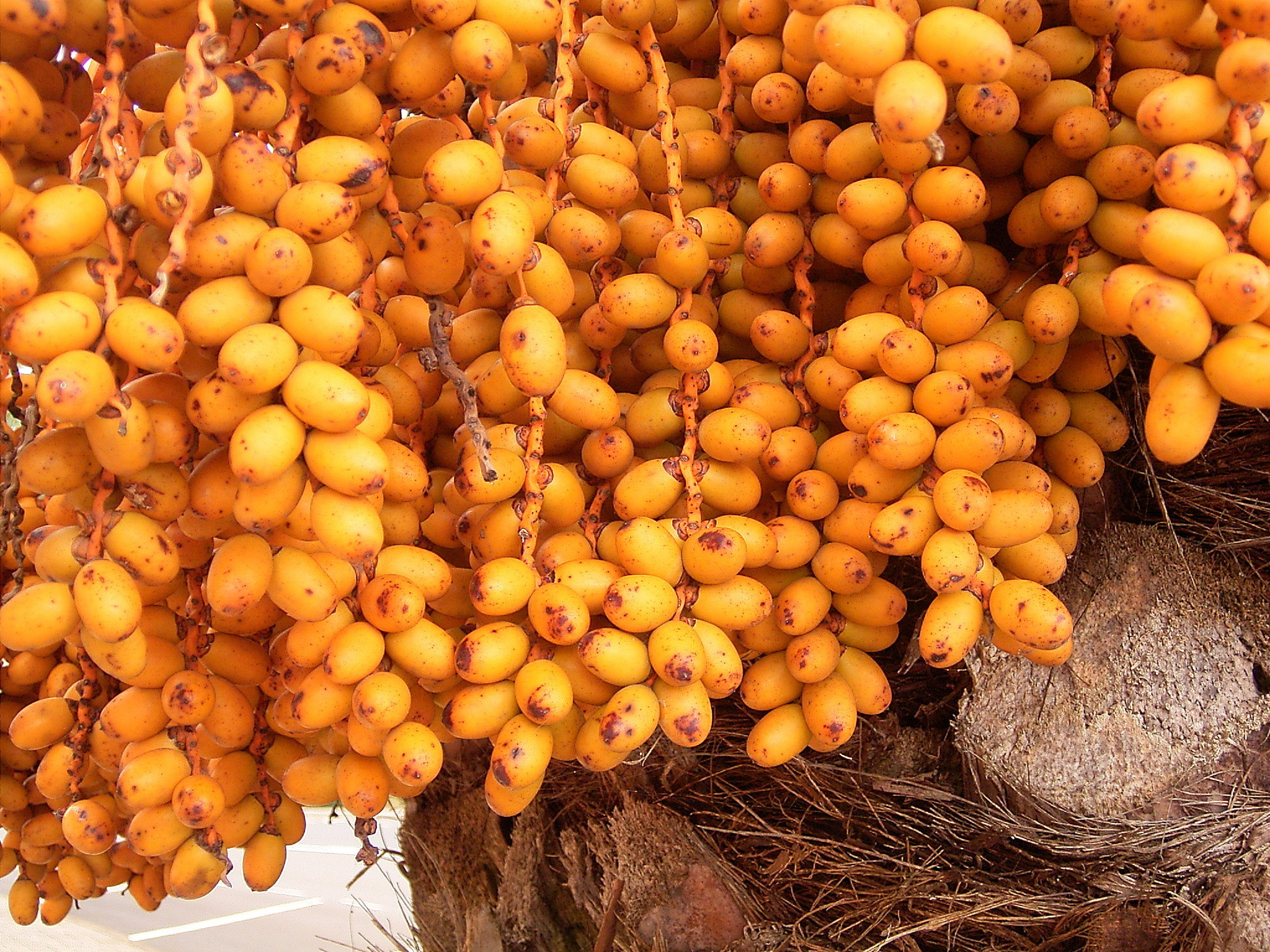